# Stephanophyllia
Genre
Stephanophyllia est un genre de coraux durs de la famille des Meandrinidae.

## Liste d'espèces
Selon World Register of Marine Species (2 mars 2019) :
- Stephanophyllia complicata Moseley, 1876
- Stephanophyllia elegans (Bronn, 1837) †
- Stephanophyllia fungulus Alcock, 1902
- Stephanophyllia imperialis (Michelin, 1841) †
- Stephanophyllia implexa Dennant, 1899 †
- Stephanophyllia indica Duncan, 1880 †
- Stephanophyllia neglecta Boschma, 1923
- Stephanophyllia superstes Ortmann, 1888

## Publication originale
- Hardouin Michelin, Iconographie Zoophytologique, description par localités et terrains des Polypes fossiles de France et pays environnants, Paris, P. Bertrand Éditeur, 1840-1847, 348 p. (lire en ligne).